# Amazonen-Polka
Amazonen-Polka (Polka des Amazones) est une polka de Johann Strauss II (op. 9). L'œuvre est jouée pour la première fois lors du carnaval de 1845 dans la salle Sträußel à côté du théâtre der Josefstadt. La date exacte de la première n'est pas connue.

## Histoire
Le jeune et ambitieux Johann Strauss est encore dans l'ombre de son père alors très connu et populaire, avec lequel il est en compétition. Pour sortir de cet anonymat, il est contraint de composer des œuvres immédiatement appréciées du public. Cette polka entre dans cette catégorie, de laquelle le titre n'est pas sans rappeler les guerrières amazoniennes qui apparaissent dans la mythologie grecque. Cependant, le projet du compositeur ne fonctionne pas vraiment : selon Franz Mailer, le grand public ne remarque guère l'œuvre à l'époque.

## Durée
Sa durée d'exécution est d'environ 2 minutes et 40 secondes. Elle peut varier légèrement selon l'interprétation musicale du chef d'orchestre.

## Interprétation notable
En 2011, la pièce est jouée lors du célèbre concert du nouvel an à Vienne, sous la direction de Franz Welser-Most.